# Arizona Junior
Arizona Junior (Raising Arizona) ist eine US-amerikanische Filmkomödie von Joel Coen aus dem Jahr 1987.

## Handlung
Herbert I. McDunnough, nach seinen Initialen einfach nur „HI“ genannt, ist ein notorischer Dieb und Kleinkrimineller, der nach jeder Entlassung aus dem Gefängnis immer und immer wieder kleine Geschäfte ausraubt, um wieder gefangen und eingesperrt zu werden. Während jeder Festnahme lernt er dabei die Polizistin Edwina, kurz „Ed“, die Fahndungsfotos von ihm schießt, näher kennen. Während seiner Gefängniszeit kann er nur noch an Ed denken, so dass er ihr nach seiner Entlassung sofort einen Heiratsantrag macht, den sie annimmt. Beide heiraten und ziehen in einen Wohnwagen in die Wüste, wo ihr gemeinsames trautes Leben beginnt. HI nimmt einen monotonen Job in einer Fabrik an, während Ed ihre Karriere bei der Polizei forciert. Zum gemeinsamen endgültigen Glück fehlt allerdings noch ein gemeinsames Kind, an dem auch eifrig gearbeitet wird, bis bei Ed im Rahmen einer ärztlichen Untersuchung festgestellt wird, dass sie unfruchtbar ist. Ed ist entsetzt und verliert nach diesem Schock ihren kompletten Lebenswillen.
Erst als sie im Fernsehen von den „Arizona-Fünflingen“ hört, die nach künstlicher Befruchtung von der Frau des lokalen Möbelkönigs Nathan Arizona geboren wurden, keimt in ihr Neid auf. Sie kann es nicht fassen, dass gute Menschen wie sie bestraft und andere in Überfluss belohnt werden. Also beschließt sie, dass ein Kind weniger den Arizonas wohl schon nicht auffallen werde, weswegen sie ihren Mann HI dazu drängt, eines der Babys zu entführen. Nachdem sie Nathan Junior erfolgreich entführt haben, heißen sie ihn bei sich zu Hause willkommen. Doch das Familienidyll im trauten Heim wird bald durch die Gebrüder Snoats gestört, denn Gale und Evelle sind aus dem Gefängnis ausgebrochen und tauchen erstmal bei ihrem Freund HI unter. Das gefällt Ed nicht nur als Polizistin nicht, sondern auch als neue Mutter nicht, will sie doch schlechten Einfluss von ihrem Baby fernhalten. Und so gibt sie HI die Order, dass die Brüder Snoats verschwinden sollen. Diese allerdings machen sich eher über ihn lustig und wundern sich, warum er plötzlich unter der Fuchtel seiner Frau steht.
Am nächsten Tag werden die McDunnoughs von HIs Vorarbeiter Glen und dessen Familie besucht. Während sich die Kinder im Wohnwagen komplett austoben, erzählt Dot, Glens Frau, dass sie gerne noch mehr Kinder hätte und Glen beichtet HI, dass er und seine Frau Swinger seien und er gerne mal einen Partnertausch vorschlagen würde. Doch das treibt HI nur die Zornesröte ins Gesicht – er schlägt Glen mit voller Wucht nieder und verjagt ihn von seinem Grundstück. Das hat selbstverständlich Folgen. Und so kommt Glen am nächsten Tag wieder, um HI zu kündigen. Außerdem hat er herausgefunden, wer das Baby ist, und er erpresst HI, da sich Dot einen weiteren Sohn wünscht. Doch erneut vertreibt HI Glen von seinem Grundstück. Dumm ist nur, dass die Snoats-Brüder das Gespräch belauschten, HI in einem wilden Kampf im Wohnwagen überwältigen und das bereits entführte Baby erneut entführen. Als Ed nach Hause kommt, befreit sie ihren Ehemann und beide nehmen die Verfolgung auf.
HI hat bereits einige Nächte zuvor, nachdem er das Baby entführt hatte, geträumt, dass sich wegen seiner schlimmen Tat ein Höllenloch auftuen werde und eine Ausgeburt der Hölle ihn für seine Verbrechen unerbittlich jagen und bestrafen werde. Er ahnt bis dahin noch nicht, dass sein nächtlicher Traum sich stärker bewahrheitet als er sich wünschen mag. Und diese Ausgeburt der Hölle ist der Rocker Leonard Smalls, der auf seiner Honda Shadow keine Gnade kennt. Der Kopfgeldjäger hat bereits die Spur zu HI und Ed aufgenommen, doch zuvor muss er mit Nathan Arizona um den Preis zur Rettung seines Sohnes feilschen. Doch Arizona hält Smalls wegen seiner Lösegeldforderung eher für den Entführer und so droht Smalls, dass er Nathan Jr. auch auf dem Schwarzmarkt verkaufen könne.
Währenddessen überfallen Gale und Evelle im Beisein von Nathan Jr. eine Bank und machen eine größere Beute. In all der Hektik bemerken sie allerdings nicht, wie ein Bankangestellter eine Farbbombe mit in den Geldsack hineinpackt, der später während der Autofahrt explodiert und beinahe dazu führt, dass die Snoats-Brüder einen Unfall bauen. Und es kommt noch viel schlimmer, denn die beiden haben auch noch Nathan Jr. vor der Bank vergessen. Inzwischen sind sowohl Ed und HI als auch Smalls vor der Bank eingetroffen. Smalls schafft es, den beiden das Baby vor der Nase wegzuschnappen. Doch Ed kennt keine Gnade, läuft direkt auf Smalls zu, entwendet ihm das Baby und flieht anschließend mit ihm durch die Bank. Smalls verfolgt sie und gerät dabei in einen Kampf mit HI, in dem er ihm ordentlich zusetzt und kurz davor ist, ihn zu töten. Aber dieser hat gerade noch Glück und schafft es, den Sicherungsstift einer von Smalls Handgranaten zu ziehen, sodass dieser auf offener Straße explodiert.
HI und Ed bringen Nathan Jr. anschließend wieder zu seiner Familie zurück. Als sie ihn liebevoll in die Wiege legen, werden sie von Nathan Arizona überrascht, der sich bei ihnen bedankt, dass sie seinen Sohn zurückgebracht haben. Erst als beide seine Belohnung ausschlagen, merkt er, dass nicht Smalls sein Baby entführt hat, sondern die beiden es waren. Sie erklären ihre Situation und versichern, dass sie jede Verantwortung für ihr Handeln übernehmen. Schließlich sei ihr Leben vorbei. Sie könnten keine Kinder kriegen und würden sich jetzt trennen müssen. Doch Nathan will davon nichts wissen. Er hat ähnliches mit seiner Frau erlebt, mit der er ebenfalls keine Kinder bekommen konnte und sieht daher, nicht nur wegen seiner Menschenkenntnis, dass HI und Ed zusammengehören. Und so raufen sich beide zusammen und fahren wieder heim. In der Nacht träumt HI erneut, aber dieses Mal von der Zukunft: Von seinem Sohn, wie er ein Footballstar wird und von seinen Enkeln, die ihn und Ed bei sich zu Hause besuchen werden.

## Besetzung und Synchronisation
| Rolle                | Schauspieler       | Deutscher Sprecher |
| -------------------- | ------------------ | ------------------ |
| H.I. McDunnough      | Nicolas Cage       | Rolf Zacher        |
| Dot                  | Frances McDormand  | Marianne Lutz      |
| Evelle Snoats        | William Forsythe   | Joachim Tennstedt  |
| Gale Snoats          | John Goodman       | Klaus Sonnenschein |
| Glen                 | Sam McMurray       | Ivar Combrinck     |
| H.I.s Arbeitskollege | M. Emmet Walsh     | Gerd Duwner        |
| Leonard Smalls       | Randall 'Tex' Cobb | Helmut Krauss      |
| Nathan Arizona Sr.   | Trey Wilson        | Joachim Kerzel     |

Im Gegensatz zum Debütfilm Blood Simple wurde bei den Figuren von Arizona Junior Wert darauf gelegt, sie sympathisch erscheinen zu lassen. Die Figur der Edwina wurde speziell für Holly Hunter geschrieben. Viele der Babys, die für den Dreh vorgesehen wurden, konnten nicht eingesetzt werden, da sie lieber liefen, anstatt zu krabbeln. So versuchte beispielsweise eine der Mütter ihr Baby zum Krabbeln zu bewegen, indem sie ihm die Schuhe falsch herum anzog. Randal Cobb, der die Figur Leonard Smalls spielt, stellte die Coen-Brüder immer wieder vor neue Herausforderungen, da er laut Joel Coen „weniger ein Schauspieler als eine Naturgewalt“ sei.
Arizona Junior ist einer der Lieblingsfilme von Steven Spielberg, sodass er John Goodman und Holly Hunter für seinen Fantasyfilm Always – Der Feuerengel von Montana in den Hauptrollen besetzte.

## Produktion

### Konzept
Die Coen-Brüder begannen die Arbeit an Arizona Junior mit dem Vorsatz, einen komplett gegensätzlichen Film zu ihrem Erstlingswerk Blood Simple – Eine mörderische Nacht zu schaffen. Die Grundidee des Drehbuchs fing mit der Figur HI an, der sowohl eine Sehnsucht nach einem geregelten Leben als auch eine Neigung zu kriminellen Handlungen hat. Um die jeweilige eigenwillige Art der Dialekte der Figuren zu erschaffen, wurden die lokalen Dialekte aus Arizona mit der Art, wie dort Magazine und Bibeln in der Kirche gelesen werden, vermischt. Es dauerte anschließend dreieinhalb Monate, das Drehbuch zu schreiben.
Dabei hatten die Werke des Regisseurs Preston Sturges und die Südstaatenliteratur von William Faulkner und Flannery O’Connor einen großen Einfluss auf die kreative Arbeit. Anschließend legten sie das Drehbuch Circle Films, das bereits den Vertrieb von Blood Simple – Eine mörderische Nacht übernommen hatte, vor. Diesen gefiel das Drehbuch und sie gaben die Zusagen, den Film finanzieren zu wollen. Die Dreharbeiten begannen mit einem kompletten Drehbuch und Storyboard, sodass nur wenige Szenen während des Drehs angepasst oder abgeändert werden mussten. Daher war es laut Joel Coen möglich, „wegen der guten Vorbereitung das Maximum aus dem Budget“ von lediglich 5 Mio. US-Dollar herauszuholen.

### Dreh
Die Dreharbeiten zu Arizona Junior dauerten 13 Wochen. Insbesondere die Zusammenarbeit zwischen den Coen-Brüdern und Nicolas Cage war turbulent, obwohl sie von gegenseitigem Respekt geprägt war. So erschien Cage mehrfach auf dem Filmset und bot den Coen-Brüdern Szenenveränderungen an, die sie allerdings allesamt ablehnten. Cage meinte dazu nur, dass die Coen-Brüder eine „sehr starke Vision“ dessen hätten, was sie drehen wollten. Daher musste Cage erstmals in seiner noch jungen Schauspielerkarriere lernen, auch andere künstlerische Ansichten zu akzeptieren, wobei er noch anmerkte, dass es für ihn nicht besonders einfach sei, da die Coen-Brüder ein „autokratisches Wesen“ hätten.
Viele Crewmitglieder, mit denen Joel und Ethan Coen bereits bei Blood Simple zusammenarbeiteten, waren auch beim Dreh von Arizona Junior dabei, darunter waren unter anderem auch der Kameramann Barry Sonnenfeld, der Co-Produzent Mark Silverman, die Produktionsdesignerin Jane Musky, die Aufnahmeleiterin und Regieassistentin Deborah Reinisch und der Filmkomponist Carter Burwell.

### Produktionsdesign
Über den Produzenten Mark Silverman wurde die Produktionsdesignerin Jane Musky für den Film engagiert. Die Coen-Brüder ließen Musky freie Hand bei ihrer Arbeit. So kam ihr zugute, dass die Storyboards der Coen-Brüder einfacher konzipiert waren als üblich und lediglich das zu Zeigende abbildeten und Musky dementsprechend freie Hand mit der Detaillierung hatte. Während der Vorproduktion wurde parallel sowohl am Storyboard als auch an den Drehorten und Sets gearbeitet, sodass gemeinsam Ideen gesammelt wurden, die anschließend ins Storyboard einflossen.
Arizona wurde als Drehort gewählt, da man einen Ort suchte, der „sonderbar“ aussieht. Um die Produktionskosten niedrig zu halten, wurde ein Drehort gesucht, der die Dreharbeiten unterstützte, und man fand Scottsdale. Es diente als Drehort für fast alle Außenaufnahmen, während wiederum fast alle Innenaufnahmen im Studio gedreht wurden. Man fand drei Studiobühnen in Carefree, wo auch schon die The Dick Van Dyke Show gedreht worden war.

### Sounddesign
Als Fans des MAD-Magazins haben die Coen-Brüder immer wieder Begriffe wie „Thwack“ oder „double spanky“ ins Drehbuch geschrieben, um Geräusche zu beschreiben, sodass die Tontechniker sich daran orientieren konnten.
Eine der berühmtesten Szenen des Films, die Entführungsszene mit H.I., den Babys und dem damit einhergehenden Chaos, das an die Irrgartenszene aus Shining angelehnt war, stellte die Tontechniker insbesondere wegen der Babygeräusche vor größere Schwierigkeiten. Am Set befanden sich über 20 Babys, von denen sich der Tontechniker Allan Byer vier Kinder nahm und vier Aufnahmen von insgesamt etwa 15 Minuten machte. Dies wurde anschließend auf Magnetband überspielt und vom Dialogeditor mehrfach bearbeitet. Es kam dabei sogar dazu, dass daraus ein Satz entstehen konnte, der so ähnlich klang wie „I'm Larry“. Dieser Satz wurde dann auch abgespielt, als H.I. ein Baby namens Larry aus der Krippe hochhebt.
Für die Traumsequenz von Leonard Smalls wurden Motorradgeräusche mit Jet-Geräuschen gemixt. Da dies aber den Coen-Brüdern zum größten Teil nicht gefiel, wurden die restlichen Szenen eher dem Stil der Italowestern angelehnt, also eher spärlich und karg. Auch die Szene, in der Smalls nach dem Gespräch mit Nathan Arizona plötzlich verschwindet, stellte die Sounddesigner vor einige Probleme. Die Coen-Brüder wollten etwas, das „wildie“ klang. Von daher wurde viel mit Autogeräuschen, Geräuschen von vorbeifahrenden Fahrzeugen und Autohupen experimentiert. Im Endeffekt nahmen sie das Geräusch eines vorbeifahrenden Motorrades, das über eine sehr hohe Geräuschlage verfügte.

## Kritiken
Der Film erhielt positive bis hervorragende Kritiken. So zählte die Internetseite Rotten Tomatoes von 59 gewerteten professionellen Kritiken 54 positive, was einem Anteil von 92 % entspricht. Auch vom breiten Publikum wurde der Film mit sehr positiven Reaktionen aufgenommen, denn gleichzeitig werteten 85 % des Publikums den Film positiv. Dies wiederum wird vom Onlinefilmarchiv Internet Movie Database, einer weiteren Plattform, auf der normale User ihre Filmkritiken abgeben können, bestätigt, denn dort gaben die fast 136.000 User dem Film durchschnittlich sehr gute 7,3 von 10 möglichen Punkten.

### Englischsprachige Kritik
Für Richard Corliss vom renommierten Time-Magazin war Arizona Junior eine „grandiose Komödie“, in der die Coen-Brüder ihr handwerkliches Können zeigten und im Vergleich zu der ihr „Debütfilm Blood Simple – Eine mörderische Nacht wie eine Fünf-Finger-Übung“ aussehe. Und obwohl die Geschichte kleinere Lücken aufweise, gefiel ihm sowohl die Kurzweiligkeit der Inszenierung als auch die comicartigen Figuren.
In der New York Times lobte Vincent Canby sowohl die Darsteller als auch das amüsante „Drehbuch, das viele lustige und unkonventionelle Ideen“ hätte. Allerdings kritisierte er auch die Regie der Coen-Brüder, denn das, wofür man Jean-Luc Godard und François Truffaut früher lobte, sehe bei ihnen dadurch, dass es technisch überladen sei, aus, als hätte es kein Eigenleben. Außerdem gefiel ihm nicht, dass der Film aussehe, als sei er teilweise von Jonathan Demme gedreht worden und dass die Schauspieler trotz großartiger Szenen den Film alleine nicht tragen könnten.
Weil es der renommierte Filmkritiker Roger Ebert von der Chicago Sun-Times als lächerlich empfand, dass ein Kleinganove, der dümmliche Überfälle begehe, so klug reden könne, kritisierte er insbesondere die übersteigerte Eloquenz der Figur von Nicolas Cage. Dadurch würden die Dialoge auf ein Niveau gehoben, die „lustig wirken sollten, […] aber eher als störend und nicht überzeugend wahrgenommen werden“. Und obwohl die Grundidee gut sei und der Film über einige „bezaubernde Momente verfüge“, werde er zum Opfer des eigenen „erzwungenen“ und „manierierten“ Stils.
Rita Kempley meinte in der Washington Post, die Coen-Brüder seien wie „zwei große Kinder, die zu Weihnachten eine Kamera geschenkt bekämen. Sie seien voller roher Comic-Kraft und dabei genauso albern wie auch anspruchsvoll“. Außerdem lobte sie den Kameramann, die beiden Schauspieler Nicolas Cage und Holly Hunter und die lustigen Szenen.

### Deutschsprachige Kritik
Im Spiegel-Magazin 23/1987 meinte Arnd Schirmer, dass die Coen-Brüder „alle Register“ ziehen. „Raffiniert ausgeklügelte Kamerabewegungen, rasante Montagen mit einfallsreichen Abkürzungen und der virtuose Umgang mit Musik und Geräuschen veredeln „Arizona Junior“ zur glänzenden Amerika-Satire.“
Der film-dienst sah im Film „eine beeindruckende äußere Geschlossenheit und Perfektion“, was darauf zurückzuführen sei, dass sich das Filmteam um den Kameramann und Komponisten gegenüber dem Vorgängerfilm nicht verändert hätte. Der Film sei eine Satire, bei der alles, „sowohl die komischen als auch die sentimentalen Einlagen“, überdreht sei. Allerdings sei es den Coen-Brüdern nicht gelungen, eine gute schwarze Komödie zu präsentieren, denn alles ist nur „halbherzig realisiert: zu bemüht, zu verspielt und zu verliebt in die Filmgeschichte haben sie das Thema schon bald aus den Augen verloren.“
Die Frankfurter Allgemeine Zeitung befand, dass Arizona Junior nicht an Coens „vielversprechenden Erstling“ heran komme. Die „Kreuzung aus Comedy und Action“ müsse dabei derartig „surrealistisch überhöh[t]“ werden, dass nichts anderes übrig bleibe als Banalitäten. Allerdings wurde Sonnenfelds „hochbewegliche Kamera“ als „meisterhaft“ gelobt.
Die Deutsche Film- und Medienbewertung FBW in Wiesbaden verlieh dem Film das Prädikat besonders wertvoll.

## Veröffentlichung
Der Film kam am 13. März 1987 in die US-Kinos und spielte insgesamt 22,8 Mio. US-Dollar bei 5 Mio. US-Dollar Produktionskosten ein. Weitere 6,3 Mio. US-Dollar spielte der Film im Ausland ein. Nachdem der Film in der  Bundesrepublik Deutschland am 28. Mai 1987 angelaufen war, sahen ihn 196.246 Zuschauer im Kino, wodurch er auf Platz 70 der 100 erfolgreichsten Filme des deutschen Kinojahres 1987 landete.